# Rajinder Singh
Rajinder Singh, född den 7 januari 1958 i Amritsar, Indien, är en indisk landhockeyspelare.
Han tog OS-guld i herrarnas landhockeyturnering i samband med de olympiska landhockeytävlingarna 1980 i Moskva.